# Rafael Santos
Rafael Gastón Tadeo Milagros Santos Normand (Lima, 14 de agosto de 1968) es un político peruano. Fue alcalde del distrito de Pueblo Libre desde el 2007 hasta el 2014. Además, postuló a la presidencia en las elecciones generales de 2021 por Perú Patria Segura.

## Biografía
Nacido en Lima, el 14 de agosto de 1968, sus padres fueron Cornelius Santos Granda y María Teresa Normand Sparks. Es sobrino nieto de la cantautora Chabuca Granda y está casado con Francesca Corbetto Tizon desde 1996, con quien tiene tres hijos.
Santos, cursó sus estudios primarios en el Colegio Inmaculado Corazón y sus estudios secundarios en el Colegio Santa María Marianistas y en el Colegio Hispano Británico.
Estudió en la facultad de Ciencias de la Comunicación de la Universidad de San Martín de Porres, administración en la Universidad Garcilaso de la Vega, también estudio Comercio Internacional así como Gestión Pública.
Santos es graduado en Desarrollo y Defensa Nacional en el CAEN. Posteriormente, realizó estudios militares en la Escuela de Reserva del Ejército, de la que se graduó como capitán de Artillería (2009). 
Santos es director del Comité de Parques Industriales de la Sociedad Nacional de Industrias y miembro del centro empresarial.

## Carrera política

### Alcalde de Pueblo Libre (2007-2014)
En las elecciones municipales de Lima de 2006, fue elegido alcalde de Pueblo Libre por la Alianza Electoral Unidad Nacional, y reelecto en el cargo en las elecciones municipales de Lima de 2010 postulado por el PPC hasta el año 2014. En 2015 renunció al PPC.
Es miembro del partido político Perú Patria Segura y fue candidato a la alcaldía de San Isidro en las elecciones municipales y regionales del 2018.

### Candidatura al congreso
En 2020 Santos se postuló a una curul en el Congreso por el partido Perú Patria Segura en las Elecciones parlamentarias extraordinarias de Perú de 2020, pero este no logró entrar a una curul en el congreso debido a que su partido no paso el umbral electoral de 5%.

### Candidatura a la Presidencia de la República
Santos anunció su candidatura a la presidencia en las Elecciones generales de Perú de 2021 por el PPS, con el que participó junto con Victoria Paredes y Andrés Reggiardo como vicepresidentes.

### Candidatura al Gobierno Regional de Lima
Santos Participó en Las Elecciones regionales 2022 Como Candidato a Gobernador Regional de Lima Por el Partido Renovación Popular.